# Козинцов, Моисей Исаакович
Моисей Исаакович Козинцов (1859, Стародуб, Черниговская губерния — 1925 или 1930) — русский и советский медик (санитарный врач, терапевт и невролог), учёный в области социальной гигиены.

## Биография
Семья происходила из Стародуба, где одному брату М. И. Козинцова принадлежала типография, а другой брат — Юлий Исаакович Козинцов — до переезда в Киев был частным поверенным при Стародубском окружном суде. 
Звания лекаря был удостоен в 1884 году. В начале 1890-х годов был вольнопрактикующим врачом в области внутренних и нервных болезней в Москве. С 1895 года служил окружным санитарным врачом, а также врачом женской гимназии и городского училища в Новозыбкове. Надворный советник, член военно-медицинского ведомства, директор уездного попечительства о трезвости. Одновременно с 26 июля 1895 года — главный попечитель Киевского учебного округа. С 22 марта 1900 года — городовой врач Новозыбкова (одновременно железнодорожный врач и продолжал работать в женской гимназии).
В 1913 году переехал с семьёй в Киев (откуда происходила его жена), принимал больных в коммерческой клинике «Квисисана» на Большой Житомирской улице, 19, и в бесплатной амбулатории филантропов Бабушкиных на Тверской, 7. Проживал в доме № 22, кв. 2 по Мариинско-Благовещенской улице (впоследствии улица Саксаганского). В 1920-е годы продолжал практиковать в Киеве.
16 ноября 1896 года защитил диссертацию доктора медицины по теме «Серноспичечное производство в санитарном отношении» (санитарно-статистическое исследование серно-спичечных фабрик Новозыбковского уезда Черниговской губернии), в том же году она была опубликована отдельной монографией. Занимался просветительской и краеведческой публицистикой, в частности был автором книг «Алкоголизм и общественная борьба с ним» (по поводу открытия попечительств о трезвости, 1896) и «Князь Николай Дмитриевич Долгоруков» (материалы к биографии, 1903).
Ряд медицинских трудов М. И. Козинцова по лечению алкоголизма, клинике сифилитических артропатий и другим вопросам клинической медицины был опубликован в российских и немецких медицинских журналах. Автор учебника по гигиене (1909).

## Публикации
- Серноспичечное производство в санитарном отношении (санитарно-статистическое исследование серно-спичечных фабрик Новозыбковского уезда Черниговской губернии). Стародуб: Типография А. И. Козинцова, 1896. — 162 с.
- Алкоголизм и общественная борьба с ним (по поводу открытия попечительств о трезвости). Стародуб: Типография А. И. Козинцова, 1896. — 28 с.
- Влияние экзаменов на здоровье учащихся: Санитарно-статистическое исследование. СПб: Типография Я. Трей, 1899. — 10 с.
- Князь Николай Дмитриевич Долгоруков (материалы к биографии). Стародуб: Типография А. И. Козинцова, 1903. — 29 с.
- Курс гигиены. СПб, 1909. — 324 с.
- Георг Мейер. Новейшие способы распознавания и лечения сифилиса: Микроскопическая диагностика, вассерманова реакция, лечение сальварсаном. Перевод с немецкого и предисловие доктора медицины М. Козинцова. Киев: Атлас, 1911. — 73 с.

## Семья
- Жена (с 17 сентября 1898 года)[13] — Анна Григорьевна Лурье (1871—?), происходила из семьи васильковского 2-й гильдии купца и приходилась сестрой ленинградскому гинекологу Розе Григорьевне Лурье и дерматовенерологу Александру Григорьевичу Лурье, профессору и заведующему кафедрой кожно-венерических болезней Киевского института усовершенствования врачей[14], двоюродной сестрой писателю Илье Григорьевичу Эренбургу[15].
- Дочь — Любовь Козинцова, художница, была замужем за литератором И. Г. Эренбургом.
- Сын — Григорий Козинцов, режиссёр, был женат на актрисе Софье Зиновьевне Магарилл.
  - Внук — Александр Козинцев, доктор исторических наук.